# Sterneckerstraße 2

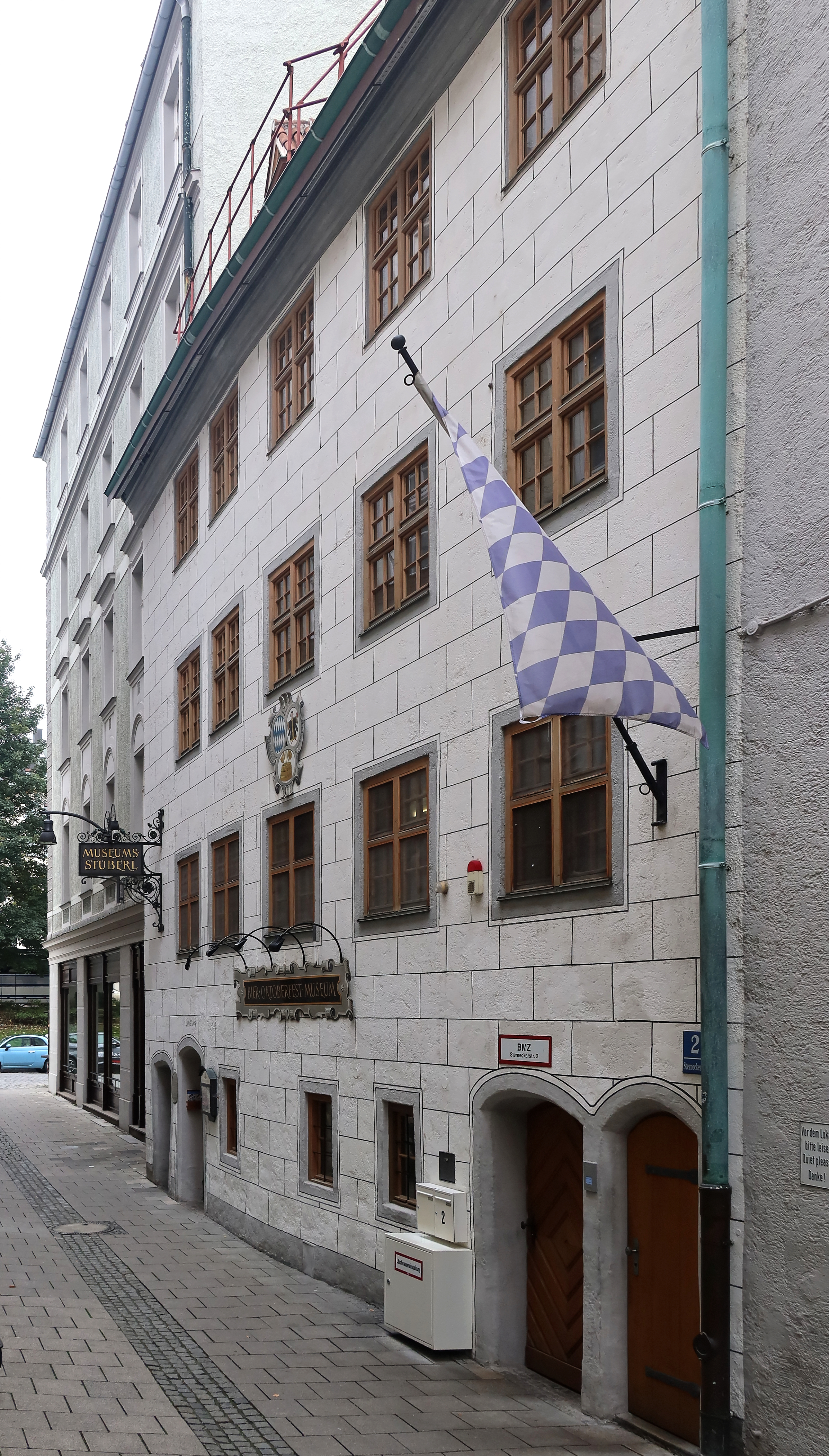
Das Haus Sterneckerstraße 2

Das Haus Sterneckerstraße 2 ist eines der ältesten von den wenigen noch erhaltenen historischen Bürgerhäusern in München. In ihm sind eine Gaststätte sowie das Bier- und Oktoberfestmuseum untergebracht. Das Gebäude ist als Baudenkmal in die Bayerische Denkmalliste eingetragen.

## Lage
Das Haus liegt in der Münchner Altstadt in der Nähe des Isartors in dem Dreieck zwischen Isartor, Viktualienmarkt und Marienplatz. Es steht traufständig zu der ungefähr in Nord-Süd-Richtung verlaufenden Sterneckerstraße. An seinem Südende steht das Gebäude leicht aus der Häuserflucht vor.

## Geschichte
Der älteste Teil des Gebäudes liegt in der Nordwestecke des Grundstücks und geht auf das mittlere 14. Jahrhundert zurück. Eine Deckenbohle wurde dendrochronologisch auf das Jahr 1346 datiert. Ursprünglich war dieser Teil ein Speicherbau. Das ursprünglich aus Holz errichtete Wohngebäude lag in der Nordostecke des Grundstücks an der Straße, zwischen beiden lag ein Hof. Links (südlich) des Wohnbaus lag eine Stallung, dahinter ein Garten. Etwa 1570 wurde das Gebäude um- und ausgebaut und etwa 1595 um zwei Stockwerke erhöht.
Ab 1993 wurde das Gebäude generalsaniert. Dabei wurden auch bauhistorische Untersuchungen durchgeführt, bei denen die komplexe Entstehung und Struktur des Baukomplexes aufgedeckt wurden.

## Beschreibung
Der an der Straßenseite viergeschossige Bau trägt ein hohes Satteldach, das sich über weitere drei Geschosse erstreckt. Die Fassade hat in den Obergeschossen fünf Fensterachsen mit Kreuzstockfenstern und ist mit einer nach einem historischen Befund rekonstruierten Quaderbemalung versehen.
Das Gebäude besteht aus mehreren aneinandergesetzten Gebäudeteilen, die durch kräftige Zwischenmauern voneinander getrennt sind. Es wird im Inneren durch eine Himmelsleiter erschlossen, eine an die 500 Jahre alte, 43-stufige Treppe, die über vier Stockwerke reicht. Im Erdgeschoss ist die Gastwirtschaft „Museumsstüberl“ untergebracht.

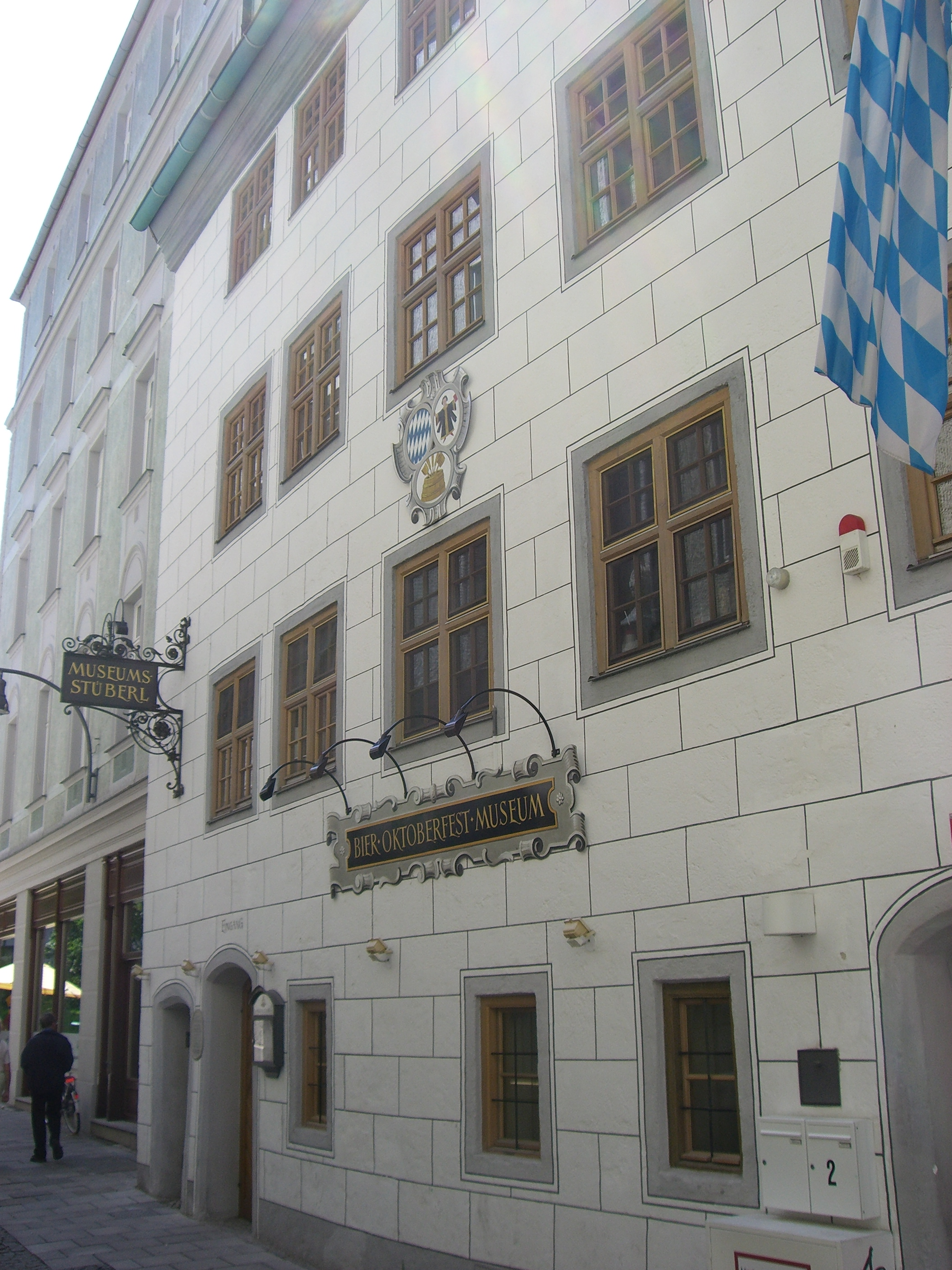
Blick n. Süden
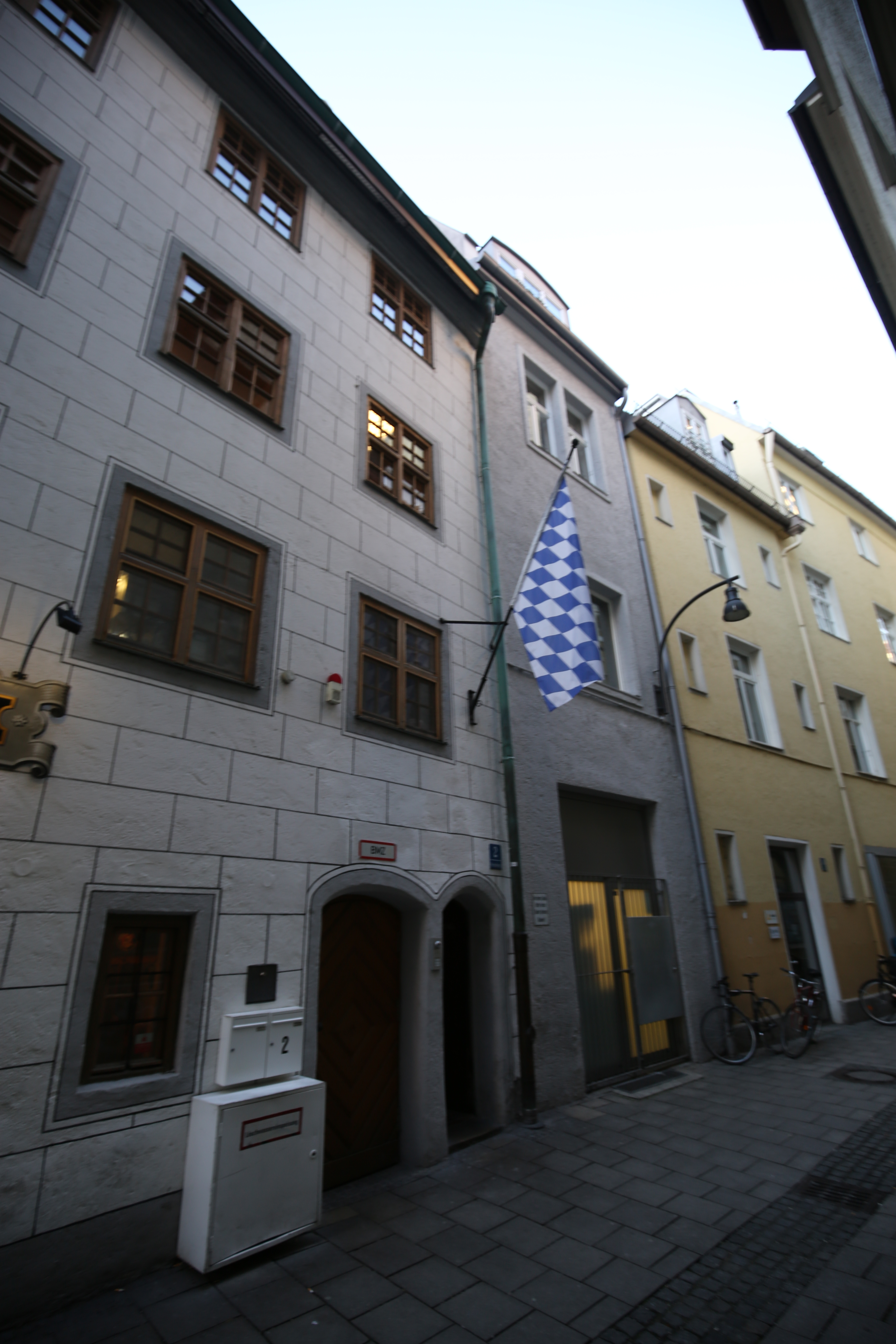
Blick n. Norden
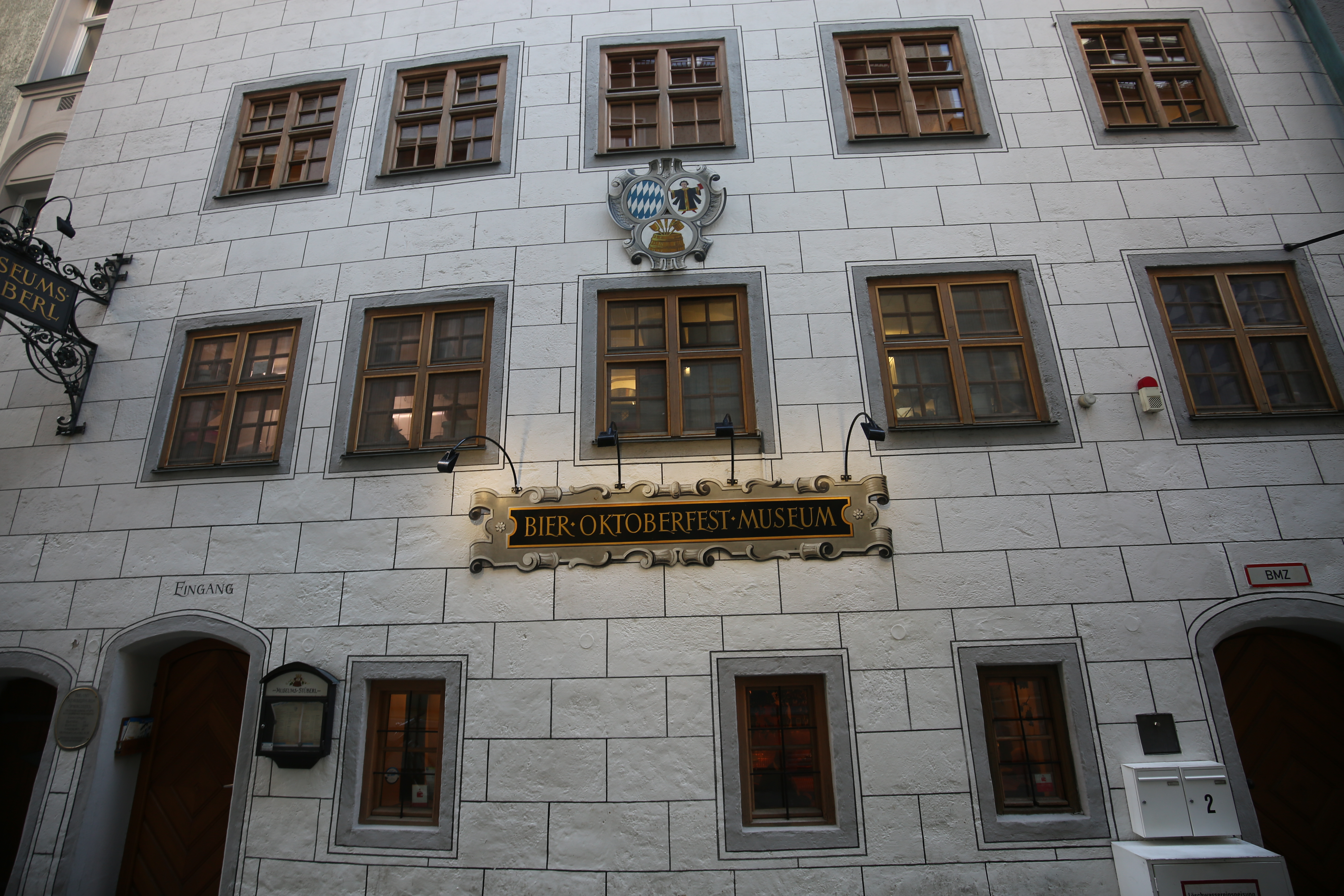
Fassadenausschnitt
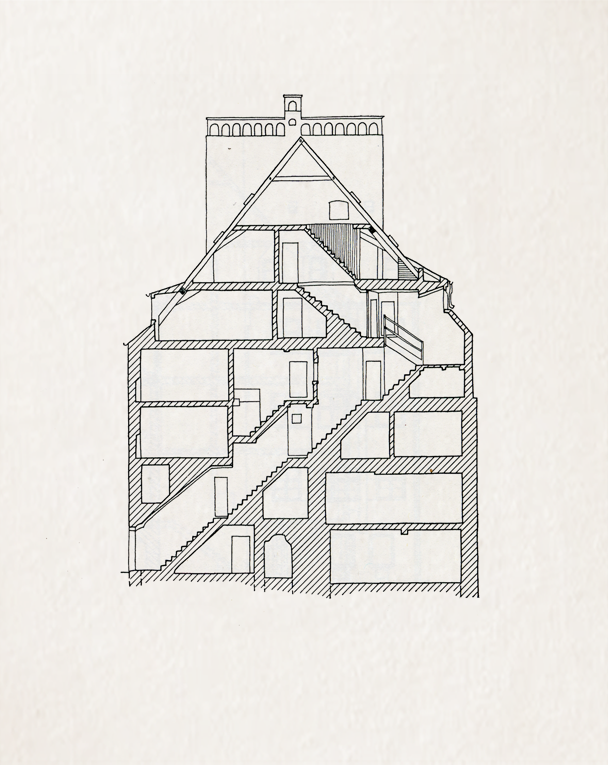
Querschnitt Nordende
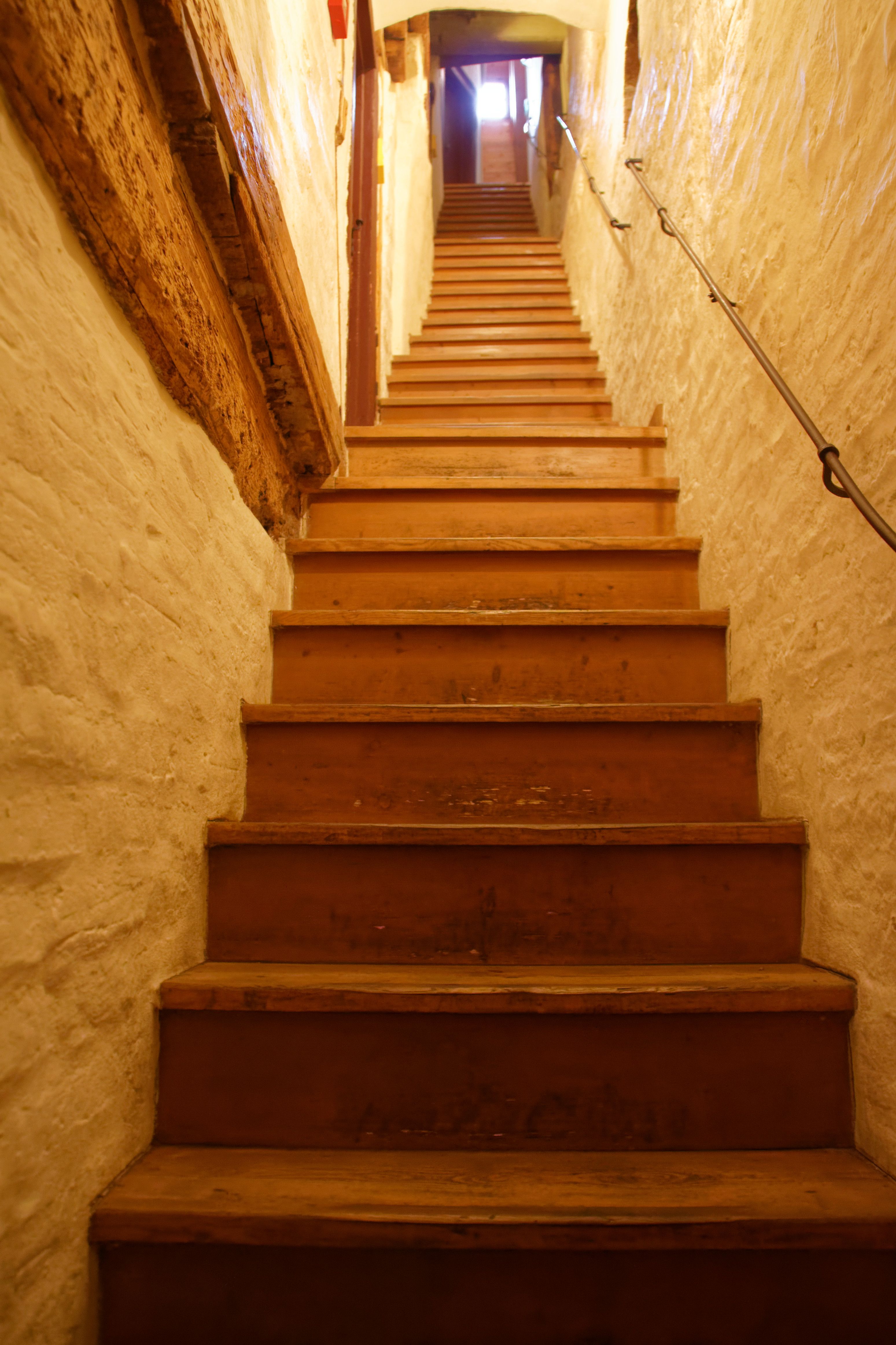
Himmelsleiter